# 奧蘭治 (伊利諾伊州)
奧蘭治（英語：Orange）是位於美國伊利諾伊州克拉克縣的一個非建制地區。該地的面積和人口皆未知。

## 地理
奧蘭治的座標為39°12′24″N 87°49′17″W / 39.20667°N 87.82139°W，而該地的平均海拔高度為177米（即581英尺）。